# Malthonica anhela
Malthonica anhela är en spindelart som först beskrevs av Brignoli 1972.  Malthonica anhela ingår i släktet Malthonica och familjen trattspindlar.
Artens utbredningsområde är Turkiet. Inga underarter finns listade i Catalogue of Life.